# Ilyushin Il-6
Ilyushin Il-6 là một máy bay ném bom tầm xa và máy bay ném bom phóng ngư lôi, được thiết kế để thay thế cho Ilyushin Il-4 trong không quân hải quân Xô viết. Nó có chức năng và sức mạnh giống như Il-4, nhưng lớn hơn, có một buồng điều áp cho phi hành đoàn khi hoạt động trên độ cao lớn, gờ trước cánh có góc xuôi khá lớn, và nó được trang bị động cơ Charomsky ACh-30B.
Các thử nghiệm với bắt đầu tại nhà ngày 7 tháng 8-1943, do V.K. Kokkinaki điều khiển, và sau đó các cuộc thử nghiệm diễn ra tiếp tục tại Viện nghiên cứu bay Gromov do phi công thử nghiệm A.N. Grinchik và N.S. Rybko thực hiện.
Đến giữa năm 1944, động cơ mạnh hơn là ACh-30BF đã được lắp đặt trên máy bay, nhưng các vẫn đề nảy sinh với động cơ đã dẫn đến kế hoạch này bị hủy bỏ, chỉ có một chiếc được chế tạo.

## Thông số kỹ thuật (Il-6)

### Đặc điểm riêng
- Phi đoàn: 6
- Chiều dài: 17.38 m (57 ft 0 in)
- Sải cánh: 26.07 m (85 ft 6 in)
- Chiều cao: 4.20 m (13 ft 9 in)
- Diện tích cánh: 84.8 m² (913 ft²)
- Trọng lượng rỗng: 11.830 kg (26.080 lb)
- Trọng lượng cất cánh: 16.100 kg (35.500 lb)
- Trọng lượng cất cánh tối đa: 19.600 kg
- Động cơ: 2× động cơ piston Charomsky ACh-30BF, 1.400 kW (1.900 hp) mỗi chiếc

### Hiệu suất bay
- Vận tốc cực đại: 464 km/h (250 knots, 288 mph)
- Tầm bay: 5.450 km (2.943 nm, 3.390 mi)
- Trần bay: 7.000 m (23.000 ft)
- Vận tốc lên cao: 174 m/min (570 ft/min)
- Lực nâng của cánh: 190 kg/m² (39 lb/ft²)
- Lực đẩy/trọng lượng: 0.18 kW/kg (0.11 hp/lb)

### Vũ khí
- 3 × súng máy 7.62 mm ShKAS
- 4.500 kg (9.900 lb) bom hay 2 ngư lôi

## Nội dung liên quan

### Máy bay có cùng sự phát triển
- Ilyushin DB-3
- Ilyushin Il-4

### Trình tự thiết kế
Il-1 - DB-3 - Il-2 - Il-4 - Il-6 - Il-10

### Danh sách
- Danh sách máy bay quân sự của Liên Xô và CIS
- Danh sách máy bay ném bom